# Sindurejo (Toroh)
Sindurejo is een bestuurslaag in het regentschap Grobogan van de provincie Midden-Java, Indonesië. Sindurejo telt 8165 inwoners (volkstelling 2010).